# 沧月
沧月 （1979年5月15日—），本名王洋，女，浙江台州温岭人，中国当代奇幻文学作家，大陆新派武侠小说代表人物之一。沧月自小喜爱阅读，尤其是金庸、温瑞安等人的作品。幼稚園时开始试笔，在浙大求学期间以《雪满天山》一文参加武侠小说比赛获奖，遂开始业余创作武侠小说。其作品常连载于《今古传奇：武侠版》、《今古传奇：奇幻版》。

## 生平
1997年畢業於浙江省溫嶺中學，並考入浙江大学建筑系学习，后继续攻读硕士学位，并于2004年毕业，就职于浙江某建筑设计院。
2007年2月，担任杭州市作家协会类型文学创作委员会主任。
2014年1月，担任浙江省网络作家协会副主席。
2015年5月，沧月在法国戛纳宣布其创作的小说《镜》系列将改编成电影。

## 主要作品
| 长篇武侠 《镜》系列 《双城》 《破军》 《龙战》 《辟天》（含归墟） 《神寂》 前传《神之右手》、《朱颜》 外传《织梦者》、《东风破》、《讲武堂》 《羽》系列 《青空之蓝》 《赤炎之瞳》 《黯月之翼》 《苍穹之烬》 《听雪楼》系列 《血薇》 《护花铃》（原名《拜月教之战》） 《荒原雪》 《忘川》 《鼎剑阁》系列 《大漠荒颜、帝都赋（墨香外传》 《曼珠沙华》 《剑歌》 《七夜雪》 武之魂系列 《飞天》 《沧海》（新版含《雪满天山》) 《夕颜》 《乱世》 《幻世》 《曼青》 《星坠》 《仰望苍穹》 《剑歌》 《雷雨夜乱坟岗》 《碧城》 《夜船吹笛雨潇潇》（新版含《幻世》) 《雪满天山》 | - 《星空》 - 《夏日的白花》 - 《2012·末夜》 - 《风玫瑰》 - 《花镜》 - 《血薇》（绘:李堃） - 《指间砂》（绘:李堃） - 《神之右手》（绘:ENO） - 《彼岸花》（绘:ENO） - 《大漠荒颜》（绘:汤蔚青） - 《帝都赋》（绘:赵佳） - 《碧城》（绘:唐卡） - 《曼珠沙华》（绘：景殊) - 《风花·雪月》 - 《一只叫美狄亚的猫》 - 《梦·枕·貘》（见《七喜》） - 《辛夷》 |

## 影视化作品
- 《听雪楼》：	2019年电视剧
- 《镜·双城》：2022年电视剧
- 《玉骨遥》：2023年电视剧

## 评价
很明显的，本来以前武侠世界一向重男轻女，刚盛于柔，但在是次武侠文学奖比赛里，终于等到刚柔并济、男女同等的质和量全面演出，不管是原创者、小说人物、描写手法，都有这种凤舞九天、巾帼不让须眉的倾向，我们甚至可以预言：新世纪的武侠天地必定会绽放女性的文艺。——温瑞安

## 脚注
1. ↑  “沧月”出自唐朝诗人李商隐的《錦瑟》：沧海月明珠有泪，蓝田日暖玉生烟。